# Properigea continentis
Properigea continentis là một loài bướm đêm trong họ Noctuidae.